# Боковой, Андрей Дмитриевич
Андрей Дмитриевич Боковой (род. 4 марта 2000, Санкт-Петербург) — российский футболист, полузащитник.

## Биография
Воспитанник петербургского футбола, первый тренер — Юрий Александрович Молотков. Играл в составе юношеских команд «Невский завод», СДЮСШОР «Зенит», «Локомотив» и «Алмаз-Антей». В 2018 году в составе сборной Петербурга выиграл мемориал Гранаткина, забив гол в финале.
С 2019 — в «Сочи». В премьер-лиге дебютировал 19 июня 2020 года в матче против «Ростова», в котором вышел на замену во втором тайме вместо Александра Кокорина.
В феврале 2021 года перешёл в московский «Велес». С лета 2021 года выступал за пермскую «Звезду». Перед сезоном 2022/23 перешёл в «Тверь».